# IC 1867
IC 1867 ist eine linsenförmige Galaxie mit aktivem Galaxienkern vom Hubble-Typ S0 im Sternbild Walfisch südlich des Himmelsäquators. Sie ist schätzungsweise 346 Millionen Lichtjahre von der Milchstraße entfernt und hat einen Scheibendurchmesser von etwa 155.000 Lichtjahren.

Im selben Himmelsareal befinden sich u. a. die Galaxien IC 1863, IC 1865, IC 1868.
Das Objekt wurde am 29. Januar 1897 von Stéphane Javelle entdeckt.